# نوره سالم جاسم
نوره سالم جاسم (انگلیسی: Noora Salem Jasim؛ زادهٔ ۲۷ نوامبر ۱۹۹۶) پرتاب‌گر وزنه و دیسک زن نیجریه‌تبار اهل بحرین است.